# Bubble Bobble Double Shot
Bubble Bobble Double Shot è un videogioco a piattaforme e d'azione per Nintendo DS, parte della serie Bubble Bobble. È stato pubblicato in Europa il 23 marzo 2007 e in Australia il 5 aprile 2007 da Rising Star Games. È stato distribuito da Ignition Entertainment in Nord America il 26 febbraio 2008.

## Trama
La storia coinvolge Bub e Bob che visitano loro cugino Bubu (un drago delle bolle arancione e rosso) e loro nonno. Nella soffitta della loro casa trovano una mappa del tesoro e decidono quindi di esplorare l'isola per cercarlo.

## Modalità di gioco
Il gameplay utilizza meccaniche simili al titolo originale di Bubble Bobble. Il modo di sconfiggere i nemici è il solito: soffiare una bolla per intrappolarli e poi far scoppiare la bolla prima che riescano a scappare. Ogni livello si sviluppa sui doppi schermi del Nintendo DS. Il gioco supporta anche il multiplayer cooperativo per giocatori che possiedono la loro scheda di gioco, fino a un massimo di tre persone.
Una delle caratteristiche più innovative di Double Shot per la serie sono le combinazioni di colori. I giocatori possono passare da Bub, Bob e Bubu in pochi secondi, e ogni personaggio si differenzia per il diverso colore della bolle che è in grado di sparare. Come al solito, Bub spara bolle verdi, Bob emette bolle blu e Bubu quelle bolle rosse. Tuttavia, alcuni nemici possono essere attaccati solo da bolle di un colore specifico, mentre altri richiedono di essere intrappolati da due bolle di colori diversi. Ci sono 100 livelli in totale e ogni 10 livelli c'è una livello con un boss. Se il giocatore perde tutte le vite può tornare in gioco completando un minigioco tramite il touch screen del Nintendo DS.

## Accoglienza
| Testata                            | Giudizio |
| ---------------------------------- | -------- |
| Metacritic (media al 29-09-2020)   | 50/100   |
| GameRankings (media al 09-12-2019) | 46.71%   |
| Official Nintendo Magazine         | 40%      |

La rivista Official Nintendo Magazine ha criticato il gioco per la mancanza di caratteristiche veramente innovative. Inoltre, la stessa testata ha giudicato "senza senso" la necessità di completare un minigioco per continuare la partita. Il gioco è stato valutato con un punteggio di 40%. Le recensioni sono state piuttosto mediocri, e una delle critiche principali è considerata la difficoltà troppo elevata.